# Championnats d'Amérique du Nord de patinage artistique 1971
Navigation
Édition précédente
Les 24e championnats d'Amérique du Nord de patinage artistique ont lieu du 2 au 7 février 1971 au Peterborough Memorial Centre à Peterborough dans la province de l'Ontario au Canada. Ils se déroulent la même semaine que les Championnats d'Europe 1971.
Quatre épreuves y sont organisées: messieurs, dames, couples artistiques et danse sur glace.

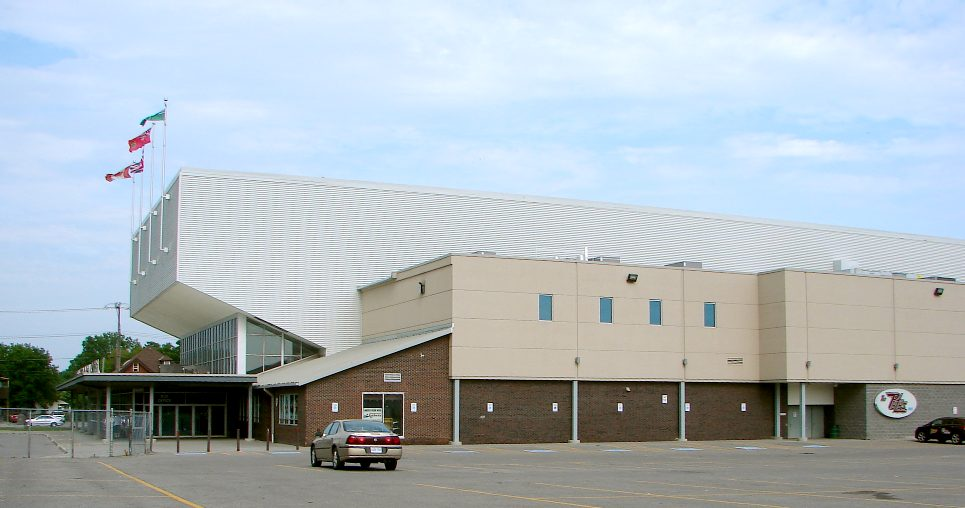
Le Peterborough Memorial Centre (photographie de 2010)

Ces championnats sont les derniers organisés pour continent nord-américain. La 25e édition devait être organisées à Rochester dans l'État de New York en 1973, mais la fédération canadienne a souhaité ne plus y participer, notamment pour créer sur son sol un concours international ouvert à tous les patineurs du monde. C'est ce qu'elle fait en 1973 avec le Skate Canada, suivi en 1979 par la fédération américaine avec le Skate America.

## Podiums
| Épreuves                            | Or                              | Argent                           | Bronze                             |
| ----------------------------------- | ------------------------------- | -------------------------------- | ---------------------------------- |
| Messieurs résultats détaillés       | John Misha Petkevich            | Toller Cranston                  | Kenneth Shelley                    |
| Dames résultats détaillés           | Karen Magnussen                 | Janet Lynn                       | Suna Murray                        |
| Couples résultats détaillés         | JoJo Starbuck / Kenneth Shelley | Melissa Militano / Mark Militano | Sandra Bezic / Val Bezic           |
| Danse sur glace résultats détaillés | Judy Schwomeyer / James Sladky  | Anne Millier / Harvey Millier    | Mary Karen Campbell / Johnny Johns |

## Tableau des médailles
| Rang  | Nation     | Or | Argent | Bronze | Total |
| ----- | ---------- | -- | ------ | ------ | ----- |
| 1     | États-Unis | 3  | 3      | 3      | 9     |
| 2     | Canada     | 1  | 1      | 1      | 3     |
| Total | Total      | 4  | 4      | 4      | 12    |

## Détails des compétitions

### Messieurs
| Rang | Nom                  | Pays       |
| ---- | -------------------- | ---------- |
| 1    | John Misha Petkevich | États-Unis |
| 2    | Toller Cranston      | Canada     |
| 3    | Kenneth Shelley      | États-Unis |
| 4    | Gordon McKellen      | États-Unis |
| 5    | Ron Shaver           | Canada     |
| 6    | Paul Bonenfant       | Canada     |

### Dames
| Rang    | Nom             | Pays       |
| ------- | --------------- | ---------- |
| 1       | Karen Magnussen | Canada     |
| 2       | Janet Lynn      | États-Unis |
| 3       | Suna Murray     | États-Unis |
| 4       | Dawn Glab       | États-Unis |
| 5       | Diane Hall      | Canada     |
| 6       | Julie Brault    | Canada     |
| Abandon | Ruth Hutchinson | Canada     |

### Couples
| Rang | Nom                              | Pays       |
| ---- | -------------------------------- | ---------- |
| 1    | JoJo Starbuck / Kenneth Shelley  | États-Unis |
| 2    | Melissa Militano / Mark Militano | États-Unis |
| 3    | Sandra Bezic / Val Bezic         | Canada     |
| 4    | Barbara Brown / Doug Berndt      | États-Unis |
| 5    | Mary Petrie / John Hubbell       | Canada     |
| 6    | Marion Murray / Glenn Moore      | Canada     |

### Danse sur glace
| Rang | Nom                                | Pays       |
| ---- | ---------------------------------- | ---------- |
| 1    | Judy Schwomeyer / James Sladky     | États-Unis |
| 2    | Anne Millier / Harvey Millier      | États-Unis |
| 3    | Mary Karen Campbell / Johnny Johns | États-Unis |
| 4    | Louise Lind / Barry Soper          | Canada     |
| 5    | Mary Church / David Sutton         | Canada     |
| 6    | Brenda Sandys / James Holden       | Canada     |